# Anna Radwan-Röhrenschef
Anna Krystyna Radwan-Röhrenschef z domu Kozłowska (ur. 15 października 1977 w Warszawie) – polska socjolożka, działaczka społeczna i polityczna, w latach 2007–2015 prezes zarządu Polskiej Fundacji im. Roberta Schumana, od 2024 podsekretarz stanu w Ministerstwie Spraw Zagranicznych.

## Życiorys
Ukończyła socjologię w Instytucie Stosowanych Nauk Społecznych Uniwersytetu Warszawskiego oraz podyplomowe studia z zakresu europeistyki na tej samej uczelni. W 2009 rozpoczęła studia doktoranckie w Instytucie Studiów Politycznych Polskiej Akademii Nauk.
Od 2001 związana z Polską Fundacją im. Roberta Schumana, początkowo jako wolontariuszka i współorganizatorka prowadzonej przez tę instytucję kampanii promocyjnej przed referendum akcesyjnym w 2003 i wyborami europejskimi w 2004. W 2007 została wybrana na prezesa zarządu tej organizacji, zastępując na tym stanowisku Różę Thun. Funkcję tę pełniła do 2015. W tym samym roku została dyrektorem Fundacji Instytut Bronisława Komorowskiego, w 2016 zakończyła pracę na tym stanowisku. W 2017 założyła Instytut In.Europa, think tank zajmujący się integracją europejską i polityką Unii Europejskiej. W 2021 weszła w skład władz warszawskich struktur Polski 2050. W wyborach w 2023 bez powodzenia kandydowała do Sejmu z listy Trzeciej Drogi w okręgu warszawskim (otrzymując 14 886 głosów), poparcia udzielił jej wówczas były prezydent Bronisław Komorowski.
17 stycznia 2024 powołana na stanowisko podsekretarza stanu w Ministerstwie Spraw Zagranicznych. Powierzono jej odpowiedzialność za dialog społeczny w odniesieniu do polityki zagranicznej RP, wymiar obywatelski i samorządowy polityki zagranicznej, działalność na rzecz rozpowszechniania wiedzy o integracji europejskiej, planowanie i koordynację działań promujących Polskę za granicą, zagraniczną politykę informacyjną, kulturalną, naukową i edukacyjną.

## Życie prywatne
Córka Anny i Władysława. Jej mężem jest Marcin Radwan-Röhrenschef. Posługuje się językiem angielskim, francuskim i niemieckim.

## Odznaczenia
W 2014 odznaczona przez prezydenta Bronisława Komorowskiego Krzyżem Kawalerskim Orderu Odrodzenia Polski.